# Barringtonia curranii.
Barringtonia curranii. är en tvåhjärtbladig växtart som beskrevs av Elmer Drew Merrill. Barringtonia curranii. ingår i släktet Barringtonia och familjen Lecythidaceae. Inga underarter finns listade i Catalogue of Life.